# Najlepsze piosenki
Najlepsze piosenki – siódmy, dwupłytowy album polskiego zespołu Czarno-Czarni zawierający największe przeboje grupy.
Oprócz hitów na płycie znalazły się dwa premierowe utwory: promujący płytę singiel „Prosty plan” oraz piosenka „Los Brazos de Camaredo” nagrana wspólnie z Giulią Tellarini, hiszpańską wokalistką znaną ze ścieżki dźwiękowej do filmu Woody Allena Vicky Cristina Barcelona.

## Lista utworów

### CD 1
1. „Prosty plan”
2. „Nogi”
3. „Kwiat nienawiści” (z udziałem Ani Rusowicz)
4. „Kaczuszka”
5. „Nie choruj”
6. „Wydłubany miś”
7. „Ty i ja”
8. „Wesoły demon”
9. „Day Lovely Day” (z udziałem Holly Shepherd)
10. „Plaża w kolorze blond”
11. „Popołudnie na osiedlu”
12. „Nim wstanie dzień”
13. „Tani płaszcz”
14. „Z archiwum L (Love)”
15. „Angielski film”
16. „Ostatni mecz”
17. „Pryszcz”

### CD 2
1. „Śpiąca Jola”
2. „Dziewczyna dla blondyna”
3. „Trąbo-Twist”
4. „Los Brazos De Camaredo” (z udziałem Giulii Tellarini)
5. „Jedzą rybę”
6. „On będzie twój”
7. „Pszczoła”
8. „Las obok nas”
9. „Bursztynowa komnata”
10. „Nudny świat”
11. „Pierwszy wiersz” (z udziałem Urszuli)
12. „Nie unikaj mnie”
13. „Miłość i rtęć”
14. „Potęga dansingu”
15. „Ostatni dzień”
16. „Z pamiętnika nastolatki”
17. „16 mgnień wiosny”

## Twórcy
- Jarosław Janiszewski „Doktor” – śpiew
- Jacek Jędrzejak „Dżej Dżej” – gitara basowa, śpiew
- Roman Lechowicz „Dżery” – gitara, śpiew
- Jarosław Lis „Piękny Roman” – perkusja śpiew
- Piotr Sztajdel „Gadak” – instrumenty klawiszowe

oraz
- Ania Rusowicz
- Holly Shepherd
- Giulia y los Tellarini
- Urszula